# Степанов, Василий Александрович
Васи́лий Алекса́ндрович Степа́нов (1872 — 29 августа 1920) — русский инженер и политик, член Государственной думы от Пермской губернии. Деятель Белого движения.

## Биография

### Образование
Православный. Из потомственных дворян. Двоюродный брат и друг детства поэтессы Зинаиды Гиппиус.
Окончил Первую Тифлисскую гимназию. В 1890 году поступил в Императорский Санкт-Петербургский университет. С третьего курса перешел в Горный институт в Петербурге, который окончил в 1897 году.

### Инженер
Работал инженером на угольных копях Донбасса, железных рудниках Кривого Рога и на Урале, управляющим шахтами в Турьинских рудниках Богословского горного округа, директором Богословского горного округа.

### Политик
Член Конституционно-демократической партии, с 1915 — председатель специальной комиссии по рабочему вопросу при фракции; с 1916 года — член её Центрального комитета. В партии занимал левые позиции. В 1907—1917 — член Государственной думы III и IV созывов от Пермской губернии, член рабочей комиссии III Государственной думы, секретарь кадетской фракции в IV Государственной думе. Член "думской" масонской ложи Роз. До 1912 г. член Верховного совета масонского Великого Востока народов России.
По словам В. В. Шульгина, «Степанов обладал счастливейшим и ценнейшим свойством возбуждать в других людях энергию мысли… был отнюдь не революционер, но мозг его был всегда счастливо открыт для новой мысли. Он никогда не застывал и всё время эволюционировал в лучшем смысле этого слова. Очень твёрдый в основном стремлении, он обнаруживал большую гибкость в способах. И отнюдь не в том смысле, что „цель оправдывает средства“, а в том, „что суббота для человека, а не человек для субботы“».
В 1916 — директор правления Южно-Русского горнопромышленного общества, член совета РОПиТ.

### Во Временном правительстве
В марте — июле 1917 — товарищ министра торговли и промышленности Временного правительства. После ухода в отставку А. И. Коновалова, с 19 мая 1917 года — управляющий министерством. Старался бороться с хаосом и развалом производства. Был сторонником развития частной экономической инициативы при регулирующей роли государства, привлечения иностранных инвестиций в российскую экономику. Возглавлял военную комиссию ЦК партии кадетов. 8 июля 1917 подал в отставку. Выступал за выход кадетов из Временного правительства. 3 октября 1917 был избран в Предпарламент. Баллотировался во Всероссийское учредительное собрание от Псковской губернии.

### Деятель Белого движения
После прихода к власти большевиков активно участвовал в формировании в Петрограде офицерских отрядов, которые направлялись на Дон, занимался организацией системы финансирования антибольшевистских сил. Был сторонником всемерной поддержки Добровольческой армии. 28 ноября 1917 был арестован, но после убийства А. И. Шингарева и Ф. Ф. Кокошкина
был вместе с остальными руководителями партии кадетов выпущен на свободу при поддержке своего знакомого, наркома юстиции левого эсера Штейнберга  и бежал в Москву, затем переехал в расположение Добровольческой армии. Участвовал в работе Донского гражданского совета во главе с генералом М. В. Алексеевым. Был одним из основателей Правого центра, вступил в Союз возрождения России (так как считал необходимым взаимодействие со всеми антибольшевистскими силами, включая и социалистов), входил в состав правления Национального центра. В 1918—1919 гг. — член Особого совещания при генерале А. И. Деникине, был сторонником военной диктатуры и, в последующем, восстановления монархии, один из разработчиков «Временного положения об управлении областями, занимаемыми Добровольческой армией». Занимал должность государственного контролёра. Был представителем секретной организации «Азбука» в Ставке ВСЮР (агент «Слово»).
В феврале 1920 эвакуировался из Новороссийска в Константинополь, затем переехал в Париж, где выступал за немедленную помощью войскам генерала П. Н. Врангеля. В мае 1920 выехал в Крым для того, чтобы информировать генерала Врангеля о настроениях политических кругов во Франции и получить информацию о деятельности русских властей в Крыму. Скончался на пароходе на обратном пути во Францию.